# パルトネー
パルトネー （Parthenay）は、フランス、ヌーヴェル＝アキテーヌ地域圏、ドゥー＝セーヴル県のコミューン。

## 地理
パルトネーは、トゥアル、ニオール、ブレシュイールといった都市から道路で20kmから30kmの距離にある。最も近い大都市はポワティエ、アンジェ、ラ・ロシェルである。パルトネーは、ドゥー＝セーヴル県の1/3を占めるガティヌ・ポワトヴァン地方の中心とみなされている。

## 歴史

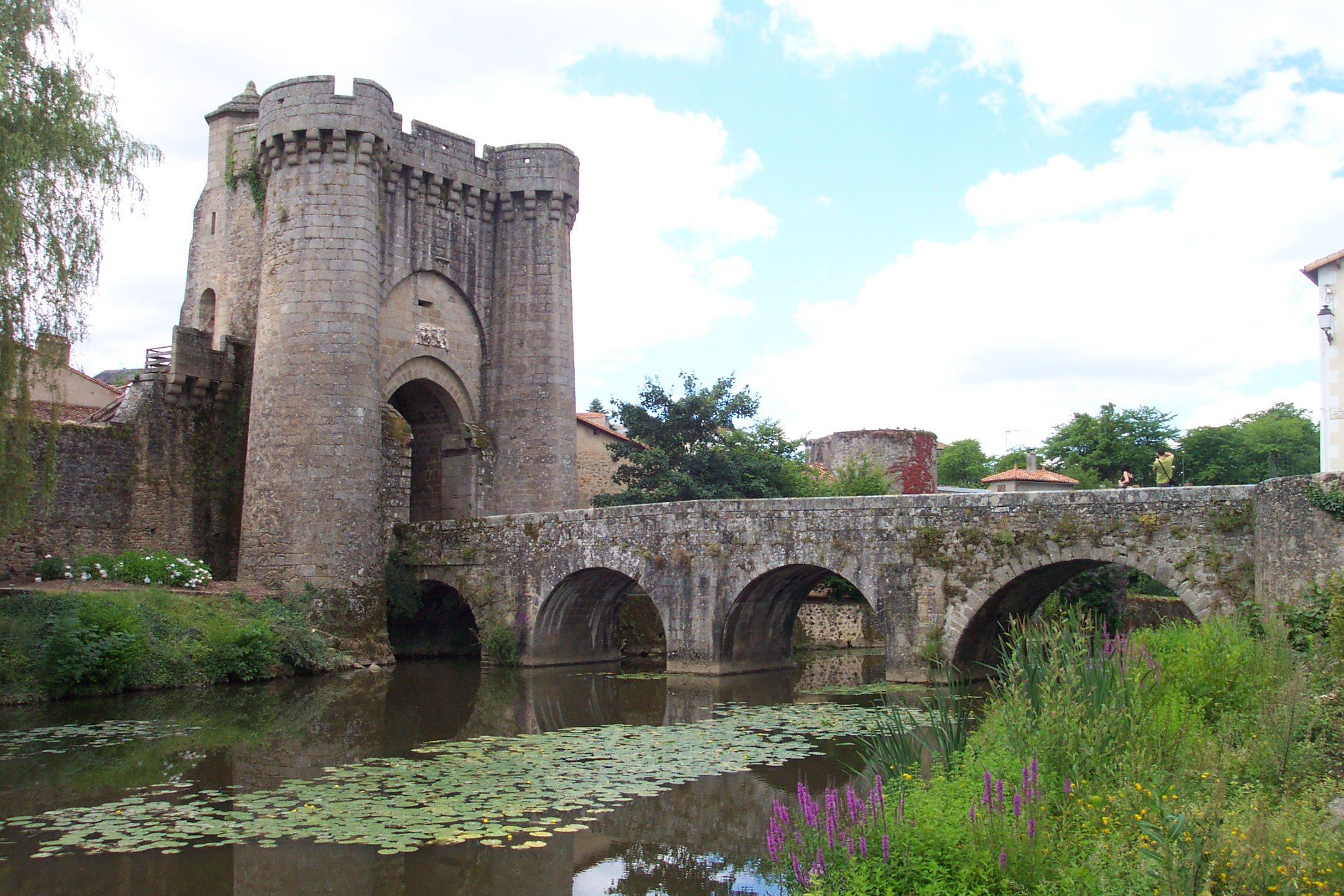
サン＝ジャック門と橋

11世紀初頭にパルトネーの名が現れる。現在もあるパルトネー＝ル＝ヴィユーの集落を指していると思われる。
最初のパルトネー領主は、ボルドー大司教を先祖に持つことを誇りとしていたパルトネー＝ラルシュヴェック家（Parthenay l'Archevêque）であった。代々のパルトネー卿は権力のある貴族で、ポワトゥーの大事な部分を管理下においていた。主君であるフランス王やイングランド王に対してパルトネー卿が反乱を起こすことを、ポワティエ伯は容認していた。
クレルヴォーのベルナルドゥスとアキテーヌ公ギヨーム10世が、対立教皇を追認する会談を行ったのはパルトネーである。
パルトネーは、フランスのサンティアゴ・デ・コンポステーラの巡礼路の宿場町であった。このために要塞化された門を備えていた。現在も良い状態で保存されており、サン＝ジャック門と呼ばれてコミューンの象徴となっている。中世のパルトネーの動脈ともいえる大通りが、ヴォー・サン＝ジャック通りである（中世後期からのハーフティンバー様式の建物が並ぶ）。この通りは要塞の門につながっており、要塞化された第二の門へと向かう。
パルトネーの巨大な要塞は、パルトネー領主が臣下として仕えるイングランド王の財政援助で建てられた。1415年、イングランドと同盟するブルゴーニュ公ジャン1世の味方をしたために領主ジャン・ド・ラルシュベックは領地を没収され、後にフランス元帥およびブルターニュ公アルテュール3世となるアルテュール・ド・リッシュモンに与えられた。しかし同年のアジャンクールの戦いでイングランドの捕虜となったために、ラルシュベックの抵抗もあり実効支配を獲得するためには時間がかかった。リッシュモンは捕虜解放後に要塞機能を強化したが、城は死後にルイ11世によって取り上げられ、1486年にデュノワ伯ジャン・ド・デュノワに与えられた。
アンシャン・レジーム時代、パルトネーには多くの教区があった。17世紀、パルトネーの領主であったのはリシュリューのいとこ、ラ・メイユライエ公爵家であった。彼らはパルトネーの病院を刷新し、メイユライエ城に住んでいた。
フランス革命期、パルトネーはほぼドゥー＝セーヴルの県都であったが、特権は後にニオールへ戻された。青派と白派に分かれ、コミューン支配をめぐって争いがおきたが、結果として共和派が優位であった。
地域経済は、昔から繊維産業と皮細工、ウシの売買で占められてきた。19世紀には陶器生産が始まっている。その後機械工業が定着した。19世紀にはまちの大きな変化があった。要塞の門と城壁の一部が取り壊され、まち一番の広場が整備された。少し遅れて1882年に鉄道が敷設され、駅周辺に新たなまちがつくられた。
1945年以降、都市の拡大が進み、自治体の施設やインフラが整備された。ガティヌ地方の小さな中心として、まちは産業の危機と農村部の高齢化に苦しんでいる。

## 人口統計
| 1962年 | 1968年 | 1975年 | 1982年 | 1990年 | 1999年 | 2006年 |
| ------ | ------ | ------ | ------ | ------ | ------ | ------ |
| 9 616  | 11 334 | 12 728 | 11 395 | 10 809 | 10 473 | 10 494 |

sources=Ldh/EHESS/Cassini  1962年まで。1968年以降はINSEE 

## 姉妹都市
- マナカラ、マダガスカル
- ヴァインシュタット、ドイツ
- アルネード、スペイン
- アブランテス、ポルトガル
- ツェヴィエ、トーゴ
- ティペラリー、アイルランド
- エドマンドストン、カナダ